# 帕鲁瓦 (塞纳-马恩省)
帕鲁瓦（法語：Paroy，法語發音：[paʁwa] ⓘ）是法国塞纳-马恩省的一个市镇，属于普罗万区。

## 地理
帕鲁瓦（48°28'47"N, 3°11'56"E）面积4.25 平方千米，位于法国法蘭西島大區塞纳-马恩省，该省份为法国北部内陆省份，北起瓦兹省，西接埃松省、马恩河谷省、塞纳-圣但尼省和瓦兹河谷省，南至卢瓦雷省，东南接约讷省，东临马恩省和奥布省，东北接埃纳省。
与帕鲁瓦接壤的市镇（或旧市镇、城区）包括：瑞蒂尼、吕斯泰讷、武尔济河畔莱索尔姆、萨万、锡日、泰尼西。

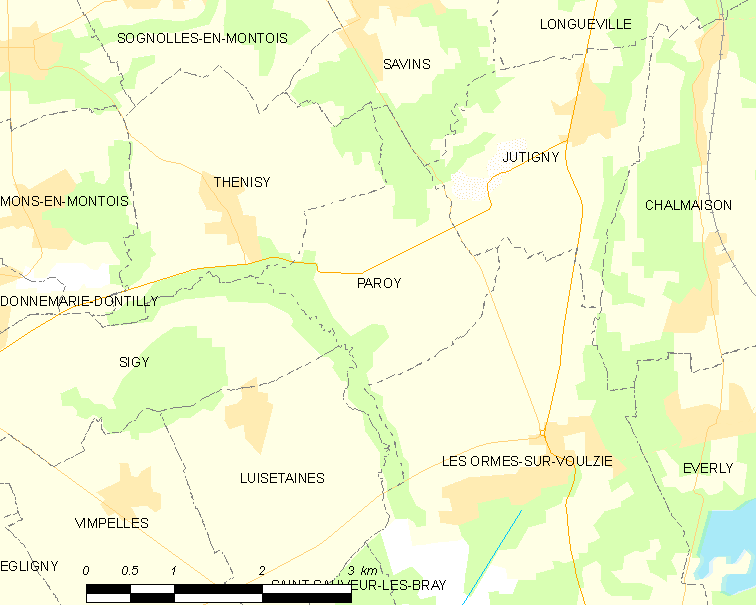
的OSM定位图

帕鲁瓦的时区为UTC+01:00、UTC+02:00（夏令时）。

## 行政
帕鲁瓦的邮政编码为77520，INSEE市镇编码为77355。

## 政治
帕鲁瓦所属的省级选区为普罗万县。

## 人口

1962-2008年间人口变化图示

帕鲁瓦于2022年1月1日时的人口数量为184人。